# Olympische Sommerspiele 1924/Teilnehmer (Türkei)
| Gelbes Symbol für Goldmedaillen mit stilisierten Olympischen Ringen | Graues Symbol für Silbermedaillen mit stilisierten Olympischen Ringen | Braundes Symbol für Bronzemedaillen mit stilisierten Olympischen Ringen |
| ------------------------------------------------------------------- | --------------------------------------------------------------------- | ----------------------------------------------------------------------- |
| —                                                                   | —                                                                     | —                                                                       |

Die Türkei nahm an den Olympischen Sommerspielen 1924 in Paris mit einer Delegation von 22 männlichen Athleten an elf Wettkämpfen in fünf Sportarten teil. Ein Medaillengewinn gelang keinem der Athleten.

## Teilnehmer nach Sportarten

### Fechten
- Fuat Balkan
Säbel: in der 1. Runde ausgeschieden

### Fußball
- in der 1. Runde ausgeschieden
Alaattin Baydar
Nihat Bekdik
Cafer Çağatay
Ali Gençay
Kadri Göktulga
Bedri Gürsoy
Nedim Kaleçi
Mehmet Leblebi
Bekir Refet
Zeki Rıza Sporel
İsmet Uluğ

### Gewichtheben
- Cemal Erçman
Federgewicht: 14. Platz

### Leichtathletik
Männer
- Şekip Engineri
100 m: im Vorlauf ausgeschieden

- Rauf Hasağası
100 m: im Vorlauf ausgeschieden

- Mohamed Burhan
200 m: im Vorlauf ausgeschieden

- Ömer Besim Koşalay
800 m: im Vorlauf ausgeschieden
1500 m: im Vorlauf ausgeschieden

### Ringen
- Mazhar Çakin
Bantamgewicht, griech.-römisch: in der 2. Runde ausgeschieden

- Fuat Akbaş
Leichtgewicht, griech.-römisch: in der 2. Runde ausgeschieden

- Dűrrũ Sade
Mittelgewicht, griech.-römisch: in der 2. Runde ausgeschieden

- Tayyar Yalaz
Mittelgewicht, griech.-römisch: in der 4. Runde ausgeschieden

- Seyfi Berksoy
Halbschwergewicht, griech.-römisch: in der 2. Runde ausgeschieden